# شهرستان خیلوکسکی
شهرستان خیلوکسکی (به لاتین: Khiloksky District) یک شهرستان در روسیه است که در سرزمین زابایکالسکی واقع شده‌است.